# Antoine Lilti
Antoine Lilti, né en 1972, est un historien français spécialiste de l'époque moderne et des Lumières. Il est directeur d'études à l'EHESS depuis 2011. Depuis le 8 décembre 2022, il est professeur au Collège de France, où il a été élu titulaire de la chaire « Histoire des Lumières, XVIIIe siècle - XXIe siècle ».
Depuis 2006, il est membre du comité de rédaction de la revue Annales Histoire, Sciences sociales dont il a dirigé la rédaction entre janvier 2007 et décembre 2011.

## Biographie
Antoine Lilti a suivi sa scolarité au Lycée Hoche de Versailles, et a ensuite été formé à l'École normale supérieure qu'il a fréquentée entre 1991 et 1995. Il a été reçu à l'agrégation d'histoire en 1994. Il a soutenu son mémoire de maîtrise en histoire à l'université Paris 1 en 1993 sous la direction d'Antoine Prost, il s'intitulait « Le PSU et la gauche (1960-1968) ».
Antoine Lilti a soutenu en 2003 une thèse d'histoire à l'université Paris 1 Panthéon-Sorbonne  intitulée « Le monde des salons : la sociabilité mondaine à Paris dans la seconde moitié du XVIIIe siècle) » sous la direction de Daniel Roche.
Entre 2005 et 2011, il enseigne à l'École normale supérieure en tant que maître de conférences. En 2011, il devient directeur d'études à l'École des hautes études en sciences sociales. 
Il dirige la rédaction des Annales entre 2006 et 2011.
Ses travaux les plus récents portent sur la réception actuelle de la période des Lumières et de l'héritage de celle-ci dans le monde politique d'aujourd'hui,,. 

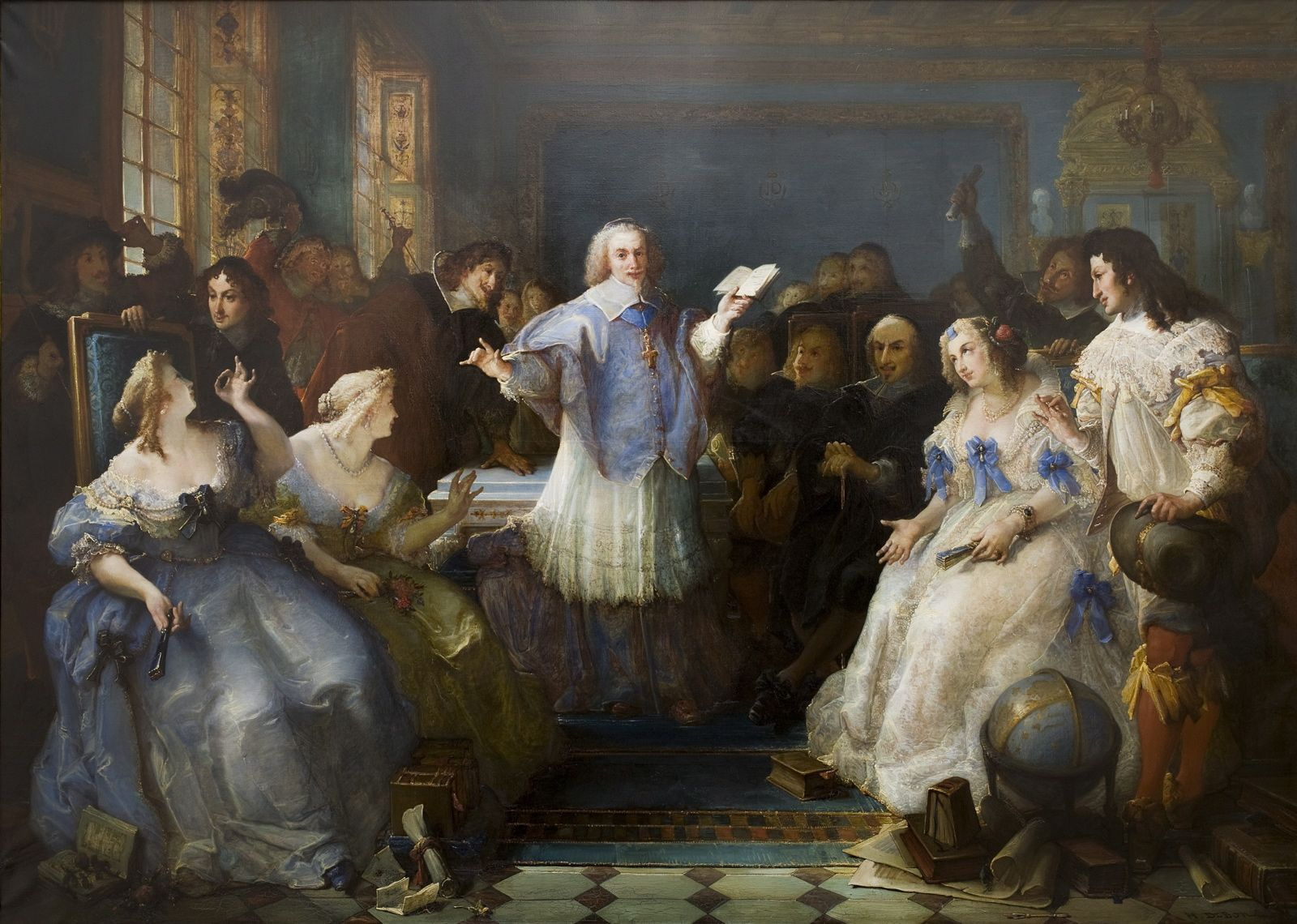
Une séance à l’Hôtel de Rambouillet par Francois-Hippolyte Debon

## Travaux

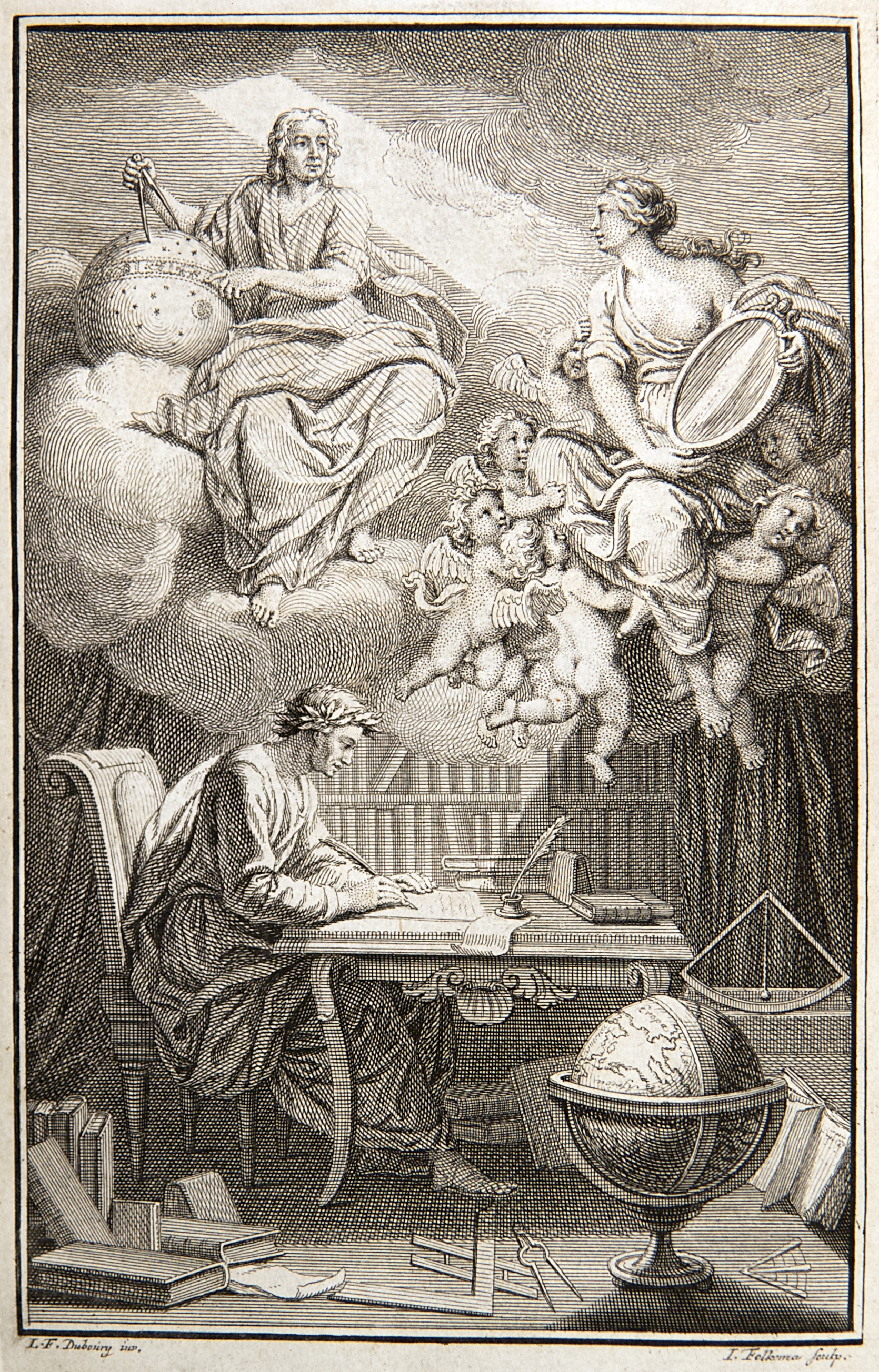
Image de couverture de l'interprétation de Voltaire du travail d'Isaac Newton, Éléments de la philosophie de Newton, mis à la portée de tout le monde (1738). Son manuscrit est éclairé par une lumière venant de Newton lui-même ; cette lumière est réfléchie par le miroir que tient une muse, en réalité Émilie du Châtelet.

### Histoire des salons
Les premiers travaux d'Antoine Lilti ont porté sur le monde des salons au XVIIIe siècle, véritables institutions, à Paris, de la sociabilité des élites intellectuelles. Lilti les présente au croisement de la société de cour et de la vie intellectuelle tout en insistant sur leur rôle cardinal au début de la Révolution française. Par exemple, le salon de Choiseul à Chanteloup fait l'objet, dans Le monde des salons, d’une étude approfondie par Lilti. Celui-ci est décrit comme un « nœud où se croisèrent des flux d’information venant de la cour, du monde littéraire, des cafés et des journalistes » (Éric Saunier) et un vivier d'opposants et d'oppositions. 
Par ailleurs, Lilti souhaite contredire une vision trop idéalisée – parfois teintée de nostalgie – des salons où ceux-ci sont considérés sous leur seul aspect philosophique et intellectuel. Il souligne des dimensions mondaines et triviales (jeux, repas, spectacles), les salons « ne sont pas tant des lieux de l’exercice philosophique que des occasions de partager les plaisirs et les jeux de la mondanité ».
Son ouvrage Le Monde des salons (2005) a fait l'objet d'une traduction en anglais par Lydia Cochrane en 2015, sous le titre « The world of the salons : sociability and worldliness in eighteenth-century Paris », aux presses de l'université d'Oxford.

### L'invention de la célébrité
Toujours en lien avec les Lumières et la Révolution française, Lilti a étudié, dans Figures publiques (2014), la naissance du concept moderne de célébrité au XVIIIe siècle. Dans ce livre, l'historien propose d'étudier « les figures publiques qui des années 1750 aux environs de 1850 ont marqué l’opinion européenne et américaine ». Il analyse ainsi les célébrités de Rousseau (porté par le succès de La nouvelle Héloïse), de Voltaire (Lilti revient sur son « couronnement » à la Comédie-Française en mars 1778) de l’acteur comique Janot. Lilti explique que certains auteurs contemporains à Voltaire et Janot ont regretté qu'un philosophe et d'un acteur de boulevard puissent avoir une célébrité équivalente. Alors, la célébrité est vue « comme force qui « nivelle », qui efface les distinctions légitimes entre sphères d’activité ».
Un lien avec son travail sur le monde des salons serait celui de la distinction entre les notions de public et de privé, et du commentaire des travaux du théoricien Jürgen Habermas sur ces concepts.

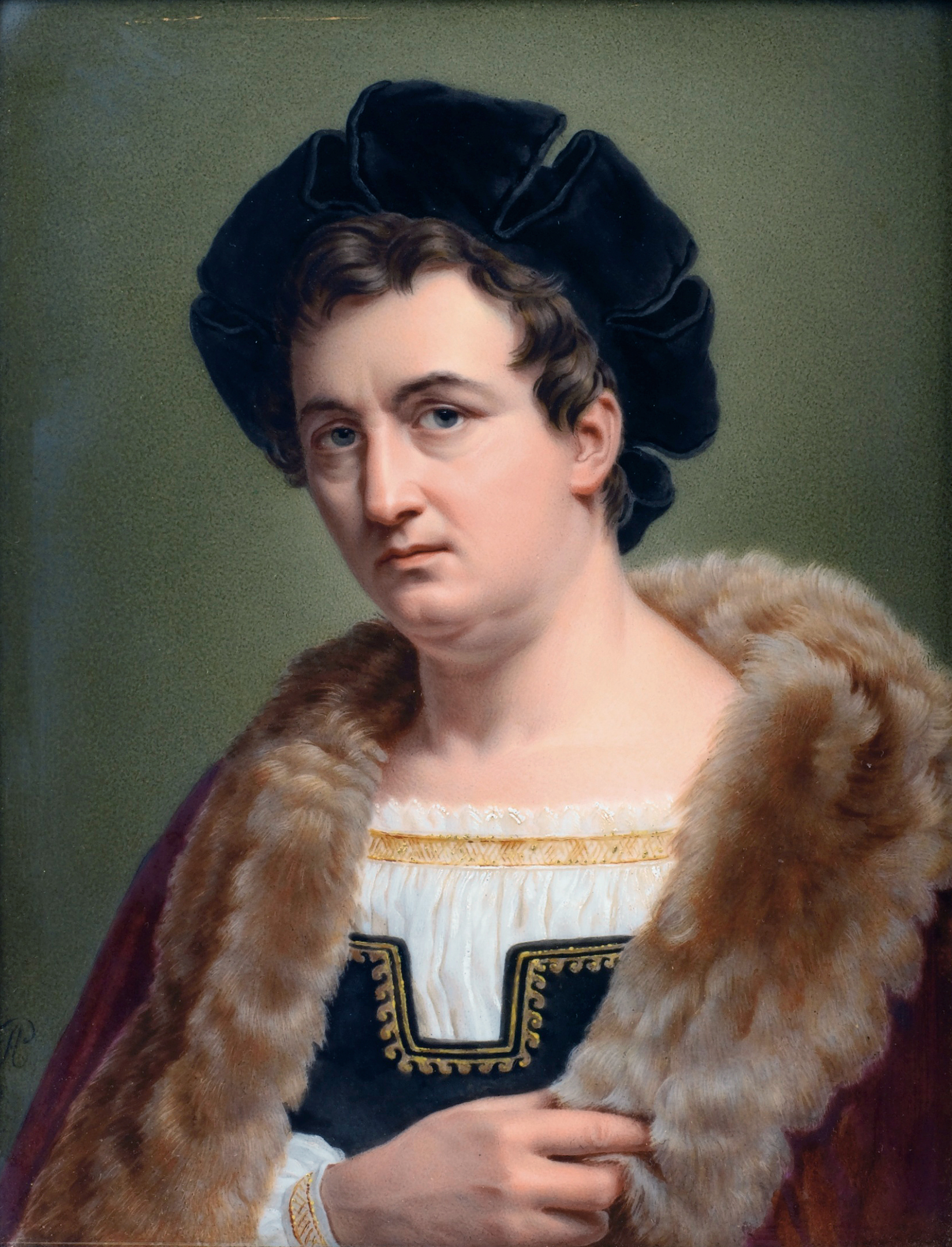
François-Joseph Talma par Aimée Perlet

Dans l'introduction du livre, Antoine Lilti propose de différencier gloire, réputation et célébrité. Les deux premiers sont les traits de la fama latine traditionnelle. Tandis que la troisième est plus moderne. Effectivement, il détaille que la gloire renvoie aux héros antiques et à la commémoration des morts glorieux et que la réputation est « en grande partie autonome par rapport » à la célébrité. Pour décrire, cette fois la célébrité, Lilti cite une formule ancienne : « une personne célèbre est connue par des gens qui n’ont aucune raison d’avoir un avis sur elle ». La célébrité concerne alors un public plus vaste, varié, contemporain à la personne. Ce public est souvent avide de détails sur la vie privée de ces célébrités et cherche à construire un attachement affectif avec elle. Lilti propose de comprendre la notoriété du comédien François-Joseph Talma (1763-1826) avec cette clef de lecture. Mais aussi les figures David Garrick et Sarah Siddons en Angleterre, ou encore Mlle Clairon en France.

## Publications
- Le monde des salons, Sociabilité et mondanité à Paris au XVIIIe siècle, Paris, Fayard, 2005, 568 p. (ISBN 9782213622927)
- Figures publiques, l’invention de la célébrité, 1750-1850, Paris, Fayard, 2014, 430 p. (ISBN 978-2-213-68238-9)
- avec Céline Spector, Penser l’Europe. Commerce, civilisation, empire. Penser l’Europe au XVIIIe siècle, Oxford, Voltaire Foundation, 2014
- Avec Sabina Loriga et Jean-Frédéric Schaub (et al.), L'expérience historiographique : autour de Jacques Revel, Paris, Éditions de l'École des hautes études en sciences sociales, 2016, 315 p. (ISBN 9782713225321)
- L’héritage des Lumières, Ambivalences de la modernité, EHESS : Seuil : Gallimard, 2019, 403 p. (ISBN 9782021427899)

## Prix
- Prix Sophie-Barluet en 2016
- Prix Guizot en 2015
- Prix Gustace-Chaix-d'Est-Ange en 2006